# 1976-os magyar úszóbajnokság
Az 1976-os magyar úszóbajnokságot az olimpiai felkészülés miatt márciusban rendezték meg, Kecskeméten.

## Eredmények

### Férfiak
| Versenyszám            | Arany                                                          | Arany    | Ezüst                                                           | Ezüst    | Bronz                                                            | Bronz    |
| ---------------------- | -------------------------------------------------------------- | -------- | --------------------------------------------------------------- | -------- | ---------------------------------------------------------------- | -------- |
| 100 m gyorsúszás       | Verrasztó Zoltán KSI                                           | 54,73    | Hargitay András KSI                                             | 55,46    | Kiss Ferenc Szegedi EOL                                          | 56,13    |
| 200 m gyorsúszás       | Verrasztó Zoltán KSI                                           | 1:57,47  | Hargitay András KSI                                             | 1:58,49  | Sós Csaba KSI                                                    | 2:00,10  |
| 400 m gyorsúszás       | Verrasztó Zoltán KSI                                           | 4:07,27  | Sós Csaba KSI                                                   | 4:07,88  | Hargitay András KSI                                              | 4:09,14  |
| 1500 m gyorsúszás      | Wladár Zoltán KSI                                              | 15:56,34 | Nagy Sándor Gyula                                               | 15:58,13 | Tóth Csaba KSI                                                   | 16:35,40 |
| 100 m hátúszás         | Verrasztó Zoltán KSI                                           | 58,83    | Gulyás János KSI                                                | 1:00,30  | Rudolf Róbert KSI                                                | 1:00,75  |
| 200 m hátúszás         | Verrasztó Zoltán KSI                                           | 2:05,13  | Rudolf Róbert KSI                                               | 2:08,53  | Gulyás János KSI                                                 | 2:09,18  |
| 100 m mellúszás        | Vermes Albán Egri Dózsa                                        | 1:08,46  | Nagy József Bp. Spartacus                                       | 1:10,50  | Bikádi Gábor Kecskeméti SC                                       | 1:12,13  |
| 200 m mellúszás        | Vermes Albán Egri Dózsa                                        | 2:25,66  | Hargitay András KSI                                             | 2:29,07  | ós Csaba KSI                                                     | 2:33,47  |
| 100 m pillangóúszás    | Szentirmay István BVSC                                         | 57,96    | Hargitay András KSI                                             | 58,86    | Mikola Tamás Bp. Honvéd                                          | 59,49    |
| 200 m pillangóúszás    | Hargitay András KSI                                            | 2:05,02  | Mikola Tamás Bp. Honvéd                                         | 2:05,53  | Sós Csaba KSI                                                    | 2:08,20  |
| 200 m vegyes úszás     | Verrasztó Zoltán KSI                                           | 2:08,89  | Hargitay András KSI                                             | 2:09,20  | Sós Csaba KSI                                                    | 2:11,89  |
| 400 m vegyes úszás     | Hargitay András KSI                                            | 4:29,45  | Verrasztó Zoltán KSI                                            | 4:33,23  | Sós Csaba KSI                                                    | 4:35,74  |
| 4 × 100 m gyorsváltó   | KSI Botond Árpád Sós Csaba Hargitay András Verrasztó Zoltán    | 3:43,97  | BVSC Szentirmay István Takács László Márton István Varga József | 3:49,18  | Újpesti Dózsa Sándor Béla Haris Csaba Hévizi Ottó Kubina István  | 3:52,75  |
| 4 × 200 m gyorsváltó   | KSI Verrasztó Zoltán Gulyás János Sós Csaba Hargitay András    | 7:57,64  | BVSC Takács László Márton István Varga József Szentirmay István | 8:27,91  | Egri Dózsa Holló Tivadar Lőrincz Attila Vermes Albán Simkó Gyula | 8:29,11  |
| 4 × 100 m vegyes váltó | KSI Wierdl Máté Hargitay András Kollár Zoltán Verrasztó Zoltán | 4:08,93  | BVSC Márton István Szentirmay István Takács László Varga József | 4:10,66  | Egri Dózsa Lőrincz Attila Vermes Albán Holló Tivadar Simkó Gyula | 4:13,66  |

### Nők
| Versenyszám            | Arany                                                                         | Arany   | Ezüst                                                                         | Ezüst   | Bronz                                                         | Bronz   |
| ---------------------- | ----------------------------------------------------------------------------- | ------- | ----------------------------------------------------------------------------- | ------- | ------------------------------------------------------------- | ------- |
| 100 m gyorsúszás       | Schäffer Zsuzsa Vasas SC                                                      | 1:01,40 | Kaczander Ágnes Bp. Spartacus                                                 | 1:01,41 | Ernst Ágnes Ferencvárosi TC                                   | 1:01,75 |
| 200 m gyorsúszás       | Miklósfalvi Éva BVSC                                                          | 2:10,71 | Schäffer Zsuzsa Vasas SC                                                      | 2:13,26 | Lázár Eszter Egri Dózsa                                       | 2:15,47 |
| 400 m gyorsúszás       | Lázár Eszter Egri Dózsa                                                       | 4:34,70 | Miklósfalvi Éva BVSC                                                          | 4:39,14 | Szedlmayer Ildikó Bp. Spartacus                               | 4:48,80 |
| 800 m gyorsúszás       | Miklósfalvi Éva BVSC                                                          | 9:21,49 | Lázár Eszter Egri Dózsa                                                       | 9:25,94 | Lázár Rita Egri Dózsa                                         | 9:48,08 |
| 100 m hátúszás         | Verrasztó Gabriella KSI                                                       | 1:06,04 | Czövek Zsuzsanna Vasas SC                                                     | 1:07,14 | Madarassy Szilvia Újpesti Dózsa                               | 1:09,06 |
| 200 m hátúszás         | Verrasztó Gabriella KSI                                                       | 2:22,38 | Czövek Zsuzsanna Vasas SC                                                     | 2:23,71 | Gergessy Andrea BVSC                                          | 2:28,57 |
| 100 m mellúszás        | Kaczander Ágnes Bp. Spartacus                                                 | 1:16,95 | Kiss Éva Bp. Honvéd                                                           | 1:17,25 | Bódis Éva Pécsi MSC                                           | 1:20,68 |
| 200 m mellúszás        | Kiss Éva Bp. Honvéd                                                           | 2:42,13 | Ernst Ágnes Ferencvárosi TC                                                   | 2:52,93 | Bede Erzsébet Egri Dózsa                                      | 2:56,65 |
| 100 m pillangóúszás    | Szlavitsek Gizella Újpesti Dózsa                                              | 1:06,36 | Ludányi Mária BVSC                                                            | 1:07,09 | Gergessy Andrea BVSC                                          | 1:08,86 |
| 200 m pillangóúszás    | Dugántsi Anna Ferencvárosi TC                                                 | 2:27,11 | Szlavitsek Gizella Újpesti Dózsa                                              | 2:27,16 | Goldschmidt Judit Tatabányai Bányász                          | 2:33,42 |
| 200 m vegyes úszás     | Kaczander Ágnes Bp. Spartacus                                                 | 2:26,30 | Czövek Zsuzsa Vasas SC                                                        | 2:31,93 | Szlavitsek Gizella Újpesti Dózsa                              | 2:32,56 |
| 400 m vegyes úszás     | Verrasztó Gabriella KSI                                                       | 5:08,36 | Ernst Ágnes Ferencvárosi TC                                                   | 5:10,06 | Miklósfalvi Éva BVSC                                          | 5:17,58 |
| 4 × 100 m gyorsváltó   | Bp Spartacus Kaczander Ágnes Bedekovics Krisztina Törő Edit Szedlmayer Ildikó | 4:11,87 | BVSC Ludányi Mária Gergessy Andrea Kovács Edit Miklósfalvi Éva                | 4:13,42 | Egri Dózsa Nagy Andrea Bede Erzsébet Fodor Ágnes Lázár Eszter | 4:20,15 |
| 4 × 100 m vegyes váltó | BVSC Miklósfalvi Éva Ludányi Mária Gergessy Andrea Kovács Edit                | 4:42,78 | Bp. Spartacus Törő Edit Kaczander Ágnes Galgóczi Katalin Bedekovics Krisztina | 4:47,71 | Egri Dózsa Fodor Ágnes Bede Erzsébet Nagy Andrea Lázár Eszter | 4:48,96 |

## Csúcsok
A bajnokság során az alábbi csúcsok születtek:
| Esemény                       | Idő      | Név                                                     | Csapat     | Csúcs                                 |
| ----------------------------- | -------- | ------------------------------------------------------- | ---------- | ------------------------------------- |
| Férfi 200 méteres gyorsúszás  | 1:57,47  | Verrasztó Zoltán                                        | KSI        | Országos felnőtt                      |
| Férfi 400 méteres gyorsúszás  | 4:07,27  | Verrasztó Zoltán                                        | KSI        | Országos felnőtt                      |
| Férfi 1500 méteres gyorsúszás | 15:56,34 | Wladár Zoltán                                           | KSI        | Országos felnőtt, ifjúsági és serdülő |
| Férfi 200 méteres mellúszás   | 2:25,66  | Vermes Albán                                            | Egri Dózsa | Országos felnőtt                      |
| Férfi 4 × 200 m gyorsváltó    | 7:57,64  | Verrasztó Zoltán Gulyás János Sós Csaba Hargitay András | KSI        | Országos felnőtt                      |
| Női 200 méteres hátúszás      | 2:29,82  | Fodor Ágnes                                             | Egri Dózsa | Országos úttörő                       |
| Női 400 méteres vegyes úszás  | 5:08,36  | Verrasztó Gabriella                                     | KSI        | Országos felnőtt, ifjúsági, serdülő   |